# Lets curlingteam (gemengd)
Het Letse curlingteam vertegenwoordigt Letland in internationale curlingwedstrijden.

## Geschiedenis
Letland nam voor het eerst deel aan een internationaal toernooi voor gemengde landenteams tijdens de openingseditie van het Europees kampioenschap in het Andorrese Canillo. Het werd gedeeld negende. Ook in latere jaren bereikte Letland de play-offs niet. Het beste resultaat bleef de gedeeld negende plaats, ook behaald in 2006 en 2012.
Na de tiende editie van het EK werd beslist het toernooi te laten uitdoven en te vervangen door een nieuw gecreëerd wereldkampioenschap voor gemengde landenteams. De eerste editie vond in 2015 plaats in het Zwitserse Bern. Het Letse curlingteam met skip Aldis Abrickis werd gedeeld vijftiende. Het beste resultaat op wereldkampioenschappen was de gedeelde vijfde plaats in 2023. Het verloor in de kwartfinale van Noorwegen, dat in de halve finale door Spanje werd verslagen.

## Letland op het wereldkampioenschap
| Jaar | Plaats | Skip               | WG | W | V | PV | PT |
| ---- | ------ | ------------------ | -- | - | - | -- | -- |
| 2015 | 15     | Aldis Abrickis     | 8  | 4 | 4 | 47 | 43 |
| 2016 | 19     | Ansis Regža        | 7  | 4 | 3 | 40 | 30 |
| 2017 | 26     | Jānis Rudzītis     | 6  | 2 | 4 | 35 | 30 |
| 2018 | 14     | Jeļena Rudzīte     | 8  | 4 | 4 | 51 | 46 |
| 2019 | 32     | Jeļena Rudzīte     | 7  | 1 | 6 | 32 | 54 |
| 2022 | 17     | Renārs Freidensons | 8  | 5 | 3 | 56 | 43 |
| 2023 | 5      | Arnis Veidemanis   | 9  | 7 | 2 | 72 | 35 |
| 2024 | 31     | Kriss Vonda        | 7  | 2 | 5 | 34 | 56 |

## Letland op het Europees kampioenschap
| Jaar | Plaats | Skip             | WG | W | V | PV | PT |
| ---- | ------ | ---------------- | -- | - | - | -- | -- |
| 2005 | 9      | Artis Zentelis   | 6  | 3 | 3 | 38 | 35 |
| 2006 | 9      | Artis Zentelis   | 6  | 3 | 3 | 38 | 35 |
| 2007 | 20     | Kārlis Smilga    | 5  | 1 | 4 | 21 | 36 |
| 2008 | 12     | Iveta Staša      | 6  | 3 | 3 | 29 | 39 |
| 2009 | 13     | Kārlis Smilga    | 7  | 3 | 4 | ?  | ?  |
| 2010 | 14     | Artis Zentelis   | 7  | 3 | 4 | ?  | ?  |
| 2011 | 13     | Ansis Regža      | 7  | 4 | 3 | 28 | 34 |
| 2012 | 9      | Ansis Regža      | 7  | 4 | 3 | 43 | 33 |
| 2013 | 11     | Arnis Veidemanis | 8  | 4 | 4 | 34 | 40 |
| 2014 | 21     | Kārlis Smilga    | 7  | 1 | 6 | 30 | 45 |

Andorra · Australië · België · Brazilië · Canada · China · Chinees Taipei · Denemarken · Duitsland · Engeland · Estland · Filipijnen · Finland · Frankrijk · Hongarije · Hongkong · Ierland · India · Israël · Italië · Japan · Kazachstan · Kenia · Kosovo · Kroatië · Letland · Litouwen · Luxemburg · Mexico · Nederland · Nieuw-Zeeland · Nigeria · Noorwegen · Oekraïne · Oostenrijk · Polen · Portugal · Puerto Rico · Roemenië · Rusland · Schotland · Servië · Slovenië · Slowakije · Spanje · Tsjechië · Turkije · Verenigde Staten · Wales · Wit-Rusland · Zuid-Korea · Zweden · Zwitserland